# Liste der Monuments historiques in Everly (Seine-et-Marne)
Die Liste der Monuments historiques in Everly (Seine-et-Marne) führt die Monuments historiques in der französischen Gemeinde Everly auf.

## Liste der Objekte
| Bezeichnung | Beschreibung          | Standort                           | Kennzeichnung | Schutzstatus | Datum | Bild |
| ----------- | --------------------- | ---------------------------------- | ------------- | ------------ | ----- | ---- |
| Glocke      | Bronze, 1867 gegossen | in der Kirche Ste-Catherine (Lage) | PM77003670    | Inscrit      | 1980  |      |